# Resident Evil (film)
Resident Evil è un film del 2002 prodotto, scritto e diretto da Paul W. S. Anderson con protagonista Milla Jovovich.
È il primo film della saga cinematografica Resident Evil, ispirata alla serie di videogiochi survival horror omonima prodotta da Capcom.

## Trama
2002, nell'Alveare. Nel sottosuolo della città di Raccoon City, all'interno del'Alveare, un complesso segreto di laboratori altamente tecnologici usato per ricerche illegali su armi batteriologiche e ingegneria genetica di proprietà della multinazionale farmaceutica Umbrella Corporation e gestito dal supercomputer basato sull'intelligenza artificiale Regina Rossa, un uomo in tuta protettiva mette in una valigetta blindata dei campioni di virus T (un liquido blu) e di antivirus (un liquido verde), per poi lanciare a terra una fiala del virus e scappare mentre questa s'infrange; è così che la Regina Rossa, valutando un potenziale rischio biologico, sigilla l'Alveare, chiude le porte di uffici e laboratori e uccide tutto il personale rilasciando il gas halon.
Alcune ore dopo, nella Villa. Alice si risveglia dopo essere svenuta nella doccia ma non ricorda nulla perciò inizia a vagare per la casa quando, d'improvviso, viene aggredita dall'agente Matthew "Matt" Addison e, subito dopo, assiste all'irruzione dei soldati James "One" Shade, Rain Ocampo, Chad Kaplan, J.D. Salinas, Alfonso Warner, Vance Drew e la dottoressa Olga Danilova, che portano lei e Matt con loro a un treno sotterraneo dove trovano Spence Parks, anche lui svenuto e privo di memoria. One spiega ad Alice, Matt e Spence che la casa in cui si trovano, la Villa, è l'ingresso segreto dell'Alveare, che Alice e Spence sono i suoi agenti di sorveglianza e che loro sono stati mandati dalla Umbrella Corporation per disattivare la Regina Rossa e riaprire l'Alveare entro tre ore dopo le quali esso si sigillerà definitivamente anche con loro dentro.
2 ore e 48 minuti alla chiusura dell'Alveare. Mentre Alice, Kaplan e Spence, dopo che One, Warner, Vance e la dottoressa Danilova vengono uccisi dai raggi laser del sistema di sicurezza, riescono a disattivare la Regina Rossa ma, così facendo, tolgono la corrente all'intera struttura facendo aprire tutte le porte, altrove Rain, J.D. e Matt vengono inspiegabilmente aggrediti da alcuni tecnici usciti dai laboratori ora aperti tramutati in zombi e Rain viene morsa da uno di essi. Dopo che altri zombi li attaccano e uccidono J.D., il gruppo si divide: Spence, Kaplan e Rain si rifugiano nella sala della Regina Rossa mentre Alice - dopo aver lottato con dei dobermann zombi dimostrando capacità di combattimento elevatissime - e Matt si ritrovano negli uffici dove vengono aggrediti da Lisa, la sorella dell'uomo, che non è un poliziotto ma un attivista ambientalista, infiltratasi nell'Alveare allo scopo di smascherare la Umbrella e uccisa dalla Regina Rossa; è così che Alice ricorda di aver incontrato Lisa tempo prima e che, desiderosa anche lei di fermare la Umbrella, le ha promesso di rubare un campione del virus T da darle. Riunitisi nella sala della Regina Rossa, Alice la riattiva e ottiene informazioni sull'accaduto: la Regina Rossa ha deciso di uccidere tutti dopo la dispersione del virus T - che può essere trasmesso sia per via aerea, come la rottura di una fiala, o attraverso la saliva attraverso un morso - e, dato che il virus ha il potere di rianimare i morti, ha poi sigillato l'Alveare; l'IA spiega anche che l'unica via di fuga fattibile è presso una conduttura di scarico e tra gli impianti elettrici.  
1 ora alla chiusura dell'Alveare. Mentre Alice, dopo la morte di Kaplan, ricorda dell'esistenza dell'antivirus per curare Rain ma, giunti ai laboratori, non lo trova, Spence ricorda di aver rubato lui i campioni di virus e antivirus per poi rompere una fiala e tentare la fuga sul treno svenendo però a causa del gas; è così che l'uomo, intrappola tutti nel laboratorio e scappa, ma, nei pressi del treno, viene divorato da un Licker, una creatura ottenuta attraverso la sperimentazione diretta del virus T sul DNA. I superstiti chiedono alla Regina Rossa di aiutarli ma lei lo farà solo se loro uccideranno l'infetta Rain ma loro rifiutano e, ad aiutarli, arriva Kaplan che, sopravvissuto, disattiva nuovamente la Regina Rossa liberandoli tre. I quattro salgono così sul treno dove Alice trova e somministra l'antidoto a Rain ma, mentre sono diretti alla Villa, il Licker li attacca, uccide Kaplan e ferisce Matt, che ha dovuto uccidere Rain trasformata in zombi, per poi venir ucciso da Alice.
Chiusura dell'Alveare, Villa. Alice e Matt, col resto delle fiale di virus e antivirus, lascianol'Alveare pochi secondi prima della sua chiusura e rientrano nella Villa dove, non appena in salvo, vengono attaccati da altri soldati della Umbrella che portano via Alice mentre dei tecnici assegnano Matt al "Progetto Nemesis" in quanto, a causa della ferita del Licker, sta mutando.
24 settembre 2002, Alice si risveglia in un laboratorio del Raccoon City Hospital e, dopo aver forzato la serratura, esce per le strade della città scoprendo che è devastata dalla diffusione del virus T che è uscito dall'Alveare.

## Personaggi

#### Main cast
- Alice: protagonista della saga. È un'agente di sicurezza della Umbrella Corporation affidata al controllo della Villa insieme a Spence Parks, col quale finge di essere sposata. Dopo aver saputo che la Umbrella fa esperimenti illegali, si accorda con l'attivista Lisa Addison per rubare il virus T in modo che lei possa denunciare l'azienda ma viene anticipata da Spence. Dopo l'attivazione del sistema di sicurezza da parte della Regina Rossa, viene portato nell'Alveare dagli agenti della Umbrella Security Service. È interpretata da Milla Jovovich.
- Matthew "Matt" Addison: si finge un poliziotto di Raccoon City per entrare nella Villa e poi viene portato nell'Alveare dagli agenti della Umbrella Security Service. In realtà è il fratello della attivista ambientalista Lise ed è lì per cercarla. È interpretato da Eric Mabius.
- Spence Parks: è un agente di sicurezza della Umbrella Corporation affidato al controllo della Villa insieme ad Alice, con la quale finge di essere sposato. Ha rubato il virus T e l'antivirus e poi ha liberato il virus nell'aria ma non ha fatto in tempo a scappare ed è svenuto, perdendo la memoria, sul treno che porta alla Villa. Viene portato nell'Alveare dagli agenti della Umbrella Security Service e qui, una volta recuperata la memoria, tanta la fuga ma viene infettato da un Licker e poi ucciso da Alice. È interpretato da James Purefoy.
- agente Rain Ocampo: membro della Umbrella Security Service. Viene infettata col virus T dal morso di un tecnico di laboratorio e, dopo esser diventata uno zombi, viene uccisa da Matt. È interpretato da Michelle Rodriguez.

#### Altri
- James "One" Shade: capo del team della Umbrella Security Service. Viene ucciso dal sistema di sicurezza posto all'entrata della sala della Regina Rossa. È interpretato da Colin Salmon.
- agenti Chad Kaplan, J.D. Salinas, Alfonso Warner e dottoressa Olga Danilova: membri della Umbrella Security Service. Il primo, esperto informatico, viene ucciso dal Licker, il secondo, dopo esser stato infettato ed esser diventato uno zombi, viene ucciso da Rain mentre gli altri due muoiono insieme a One e a un altro membro, Vance Drew, a causa del sistema di sicurezza posto all'entrata della sala della Regina Rossa. Sono interpretati rispettivamente da Martin Crewes, Pasquale Aleardi, Marc Logan-Black e Liz May Brice.
- dottoressa Lisa Addison: sorella di Matt e attivista ambientalista infiltratasi nella Umbrella per smascherarla grazie ad Alice. Viene uccisa dalla Regina Rossa quando Spence libera il virus T ma si rianima e così viene uccisa da Matt. È interpretata da Heike Makatsch.

#### Creature
- zombi: uomini e donne uccisi dalla Regina Rossa dopo che Spence ha liberato il virus T nell'aria e poi rianimati dal virus stesso. Il loro intelletto è quasi totalmente scomparso e sono spinti solo dalla fame di carne umana ma sono molto lenti. Possono trasmettere il virus T attraverso un morso o un graffio.
- Cani zombi: dobermann uccisi dalla Regina Rossa dopo che Spence ha liberato il virus T nell'aria e poi rianimati dal virus stesso. Vengono uccisi da Alice.
- Licker: feroce B.O.W. (arma bioorganica) realizzata in laboratorio attraverso la somministrazione di virus T; ha artigli molto lunghi per arrampicarsi sui muri, denti affilati e una lingua molto lunga che usa come una frusta, non ha gli occhi e il cervello è esposto fuori dal cranio. Dopo aver mangiato Spence, diventa più grosso e potente perché muta combinandosi col DNA umano.

## Produzione & Distribuzione
Il film è una co-produzione inglese, tedesca, francese e statunitense, ed è stato girato per lo più in Germania. Le riprese sono durate dal 5 marzo al 19 maggio 2001 e sono costate 33 000 000$.
Il film è uscito nelle sale statunitensi il 15 marzo 2002 mentre in Italia per il 5 luglio 2002.

## Accoglienza

### Incassi
Il film ha incassato in tutto il mondo 103 000 000$ riscuotendo un grande successo al botteghino.

### Critica
Il film ha ricevuto un indice di gradimento del 34% su Rotten Tomatoes, sulla base di 124 recensioni. 
Robert K. Elder dal Chicago Tribune ha dichiarato che il film «Aggiorna il genere zombi con un messaggio anti-aziendale, spaventando il suo pubblico e fornendo scene da batticuore.» mentre Owen Gleiberman dalla Entertainment Weekly ha giudicato il film «impersonale nella sua inesorabilità come la serie di videogame che lo ha ispirato.»

## Colonna sonora
1. My Plague (New Abuse Mix) – Slipknot
2. The Fight Song (Slipknot Remix) – Marilyn Manson
3. Something Told Me – Coal Chamber
4. Everyone – Adema
5. Invisible Wounds (The Suture Mix) – Fear Factory
6. Anything But This – Static-X
7. Name Of The Game – The Crystal Method
8. Dig (Everything And Nothing Remix) – Mudvayne
9. Hallelujah – Rammstein
10. Dirt – Depeche Mode
11. Release Yo' Self (Prodigy Mix) – Method Man
12. What Comes Around (Day Of The Dead Mix) – Ill Niño
13. 800 – Saliva
14. The Infinity – Five Pointe O
15. Resident Evil Main Title Theme (Score) – Marilyn Manson
16. Seizure Of Power (Score) – Marilyn Manson
17. Reunion (Score) – Marilyn Manson
18. Cleansing (Score) – Marilyn Manson[2]

## Sequel
Il film ha cinque sequel: Resident Evil: Apocalypse (2004), Resident Evil: Extinction (2007), Resident Evil: Afterlife (2010), Resident Evil: Retribution (2012) e Resident Evil: The Final Chapter (2017).

## Reboot
Nel maggio 2017 è stato annunciato il reboot della serie ad opera del regista James Wan mentre il 7 dicembre 2018 viene fatto il nome di Johannes Roberts. Il film uscirà nel 2021 col titolato Resident Evil: Welcome to Raccoon City.